# Бен Езра синагога
Бен Езра синагога (хебр. בית כנסת בן עזרא‎‎, арап. معبد بن عزرا‎‎), названа још и Синагога ел Гениза (хебр. בית כנסת אל גניזה‎‎) или Левантска синагога, налази се у Старом Каиру, Египат. Према локалној традицији, налази се на месту где је пронађен Мојсије.
У овој синагоги је у 19. веку пронађена гениза (складиште) која садржи право богатство нагомиланих хебрејских, арамејских и јудео-арапских секуларних и верских списа. Колекција је однета у Кејмбриџ, под покровитељством Соломона Шехтера и сада се налази у власништву неколико академских библиотека.

## Историја
Бен Езра као институција је древна, и имала је у свом саставу најмање три зграде током историје. Претрпела је многа оштећења и мања и већа реновирања. Садашња зграда датира још из 1890. године.
Датум оснивања Бен Езра синагоге није познат, мада постоје докази из докумената који су пронађени у генизи да је постојала пре 882. године, а вероватно и пре ислама. Током 882. године, александријски патријарх Коптске оријентално-православне цркве је продао цркву и плац око ње групи Јевреја, те неки научници из 19. века претпостављају да је ово датум настанка синагоге Бен Езра. Међутим, купци су били следбеници Талмудске академије у Вавилону, а Бен Езра је збор који је пратио учење супротне Талмудске академије у сиријској Палестини. Модерни научници се слажу да је 882. године земљиште продато ривалској синагоги.
Мало се зна о оригиналној грађевини. Око 1012. године, Фатимидски халифа Ел Хаким би Амр Алахх наредио је уништење свих јеврејских и хришћанских богомоља. Оригинална синагога Бен Езра је срушена, а „њене цигле и греде на отпаду завршише”. Наредни халифа Али ел Захир дозволио је реконструкцију хрићанских и јеврејских институција, те је синагога обновљена у периоду од 1025. до 1040. Студија дрвених изрезбарених врата одаје у којој се чувају свици Торе баца светло на историју реновирања синагоге. Врата су у заједничком власништву Музеја уметности Валтерс у Балтимору, и универзитетског музеја Јешива у Њујорку. Датирање распадом угљеника потврђено је да старост дрвета сеже до 11. века.
Историјски гледано, синагоге су садржале и генизу, или спремиште за непотребна или застарела документа која садрже Божије име, јер јеврејски обичаји налажу да се таква дела морају складиштити са страхопоштовањем, а затим их треба закопати на гробљу. Грађевина из 11. века садржала је необично велику генизу, на два спрата, више личи на силос него на таван, са кровом који се може отворити одозго. Неки документи који се налазе у њој су пренесене из претходне грађевине, а најстарији датирани документ је око 150 година старији од саме генизе. Документи су наставили да се гомилају у њој наредних 850 година.
Током 1168. године, намерно подметнут пожар уништио је велики део града Фустата, где се тада налазила синагога. Фустат је сада део Каира. Муслимански везир Шавар наредио је да се читав град спали како би се спречило његово освајање од стране хришћанске крсташке војске. Саладин, поставши султан Египта убрзо након тога, наредио је обнову Фустата.
Исте 1168. године, јеврејски филозоф, лекар и астроном Мајмонид доселио се у Фустат, на свега неколико минута хода од Бен Езра синагоге. Тамо је живео све до своје смрти 1204. Мајмонид је постао Нагид, или вођа египатске јеврејске заједнице 1171. године, и као следбеник Вавилонског Талмуда, није био члан заједнице Бен Езра. Међутим, многи документи из генизе, укључујући и неке његове личне записе, дискутују његов живот и рад, и они су најзначајнији примарни биографски извори о његовом животу.
Стил резбарења на вратима витрине за Тору није у складу са уметношћу Фатимидског халифата (909-1171), и приближнији је уметности Мамелучког султаната (1250-1571), тачније из 15. века. Медаљон који краси врата је дизајниран са мотивом који је заједнички за књиговезање у том периоду. Познато је да је пожар у 15. веку у синагоги оштетио Биму, или говорницу. Једна теорија је да је дрво са оштећене биме употребљено као материјал за нова врата на витрини за Тору. Синагога је поправљена и обновљена 1488. године.
Врата такође имају трагове боје коју су конзерватори идентификовали да је из 19. века. Познато је да је синагога обновљена 1880. године, потпуно обновљена у раним 1890-им, а затим преуређена почетком 20. века.
Јаков Сафир је био Јеврејин румунског порекла чија се породица настанила у османској провинцији Палестини када је он био дечак. Он је постао рабин, а 1859. године је пошао на светску турнеју како би прикупио новац за реконструкцију Хурва синагоге у Јерусалиму, коју су уништиле муслиманске власти 1721. године. Сафир је први приметио историјски значај генизе у Бен Езра синагоги, коју је описао у својој књизи 1874. године. Јеврејски сакупљач књига Елкан Нејтан Адлер је био први Европљанин који је ушао у генизу 1888, када је откупио око 25.000 докумената. Док се синагога обнављала од 1889. до 1892. године, документи су лежали на огромној гомили на отвореном простору. Египтолог гроф Риамо Дулст је испитао део докумената током тих година. У децембру 1896. године, Соломон Шехтер са универзитета Кејмбриџ, који је касније постао истакнути амерички рабин, почео је прво свеобухватно академско истраживање докумената из генизе, и организовао је транспорт преосталих докумената из Каира до разних универзитетских библиотека.
Египатска јеврејска заједница је на крају драматичног пада, од око 80.000 људи колико је живело 1920. године на десетак јевреја египатског порекла који још увек бораве у Каиру. У складу с тим, Бен Езра Синагога сада функционише као туристичка атракција и музеј, и не одржава верске обреде.